# San Diego Xalpatlahuaya
San Diego Xalpatlahuaya är en ort i Mexiko.   Den ligger i kommunen Huamantla och delstaten Tlaxcala, i den sydöstra delen av landet, 120 km öster om huvudstaden Mexico City. San Diego Xalpatlahuaya ligger 2 462 meter över havet och antalet invånare är 150.
Terrängen runt San Diego Xalpatlahuaya är platt åt nordväst, men åt sydost är den kuperad. Runt San Diego Xalpatlahuaya är det tätbefolkat, med 257 invånare per kvadratkilometer. Närmaste större samhälle är Huamantla, 7,2 km sydost om San Diego Xalpatlahuaya. Trakten runt San Diego Xalpatlahuaya består till största delen av jordbruksmark.